# ريكاردو بوكانيجرا
ريكاردو بوكانيجرا (بالإسبانية: Ricardo Bocanegra) (3 مايو 1989 بلاس فيغاس في الولايات المتحدة) هو لاعب كرة قدم مكسيكي في مركز الوسط. شارك مع منتخب المكسيك تحت 20 سنة لكرة القدم. وقد شارك العب مع نادي أطلس.

## وصلات خارجية
- ريكاردو بوكانيجرا على موقع قاعدة بيانات كرة القدم.إي يو (الإنجليزية)
- ريكاردو بوكانيجرا على موقع Soccerway.com (الإنجليزية)